# Scheat

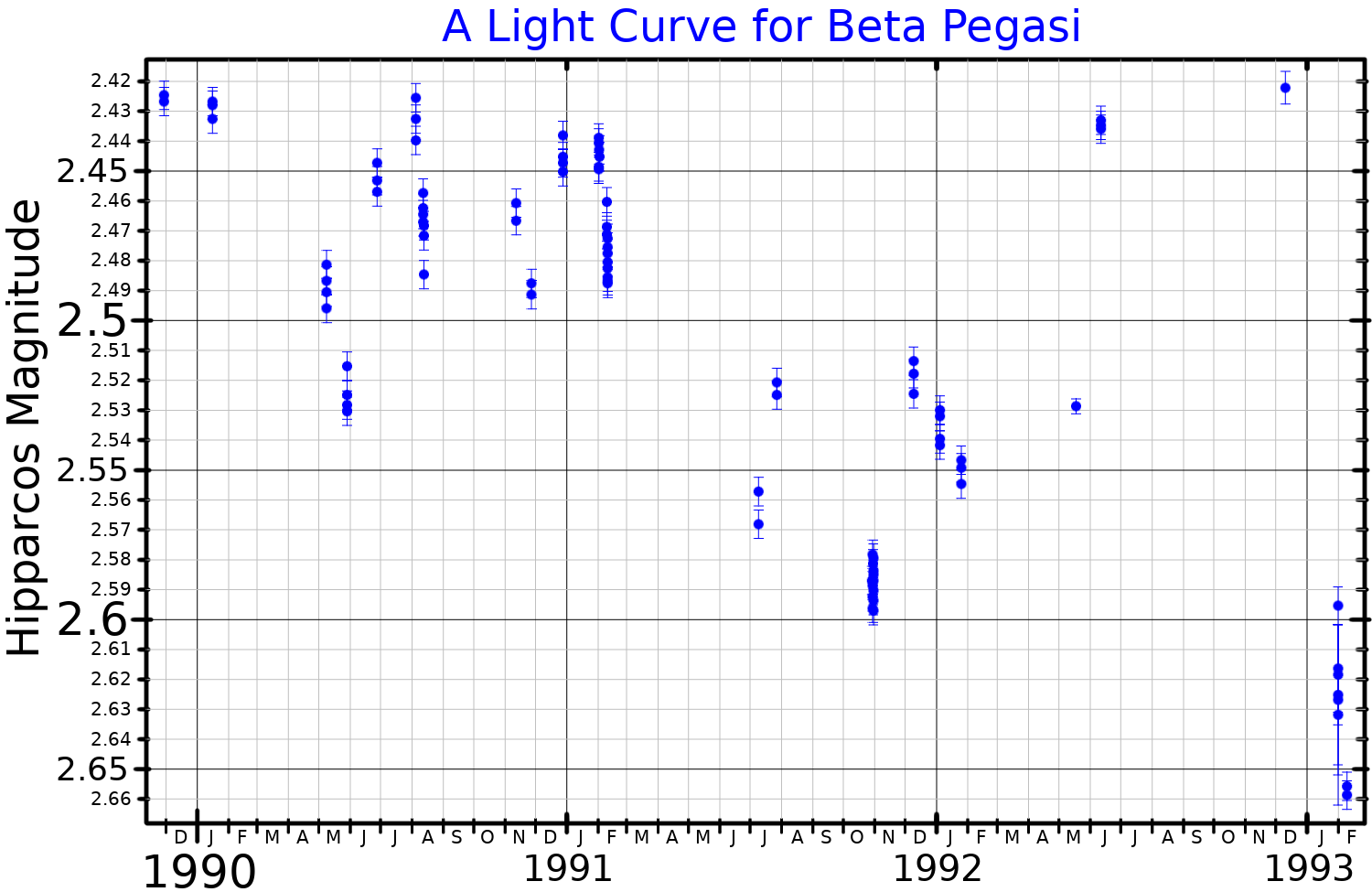
Lichtkromme van Scheat

Scheat (beta Pegasi) is een heldere ster in het sterrenbeeld Pegasus. Scheat is een van de sterren van het herfstvierkant.
De ster staat ook bekend als Sheat, Seat Alpheras en Menkib. De naam Menkib wordt ook gebruikt voor zeta Persei.